# Killing All That Holds You
Albums de 10 Years
Into The Half Moon
(2001) The Autumn Effect
(2005)
Killing All That Holds You est le second album du groupe de rock américain 10 Years, sorti en 2004.

## Liste des titres
1. Wasteland (3:49)
2. Through the Iris (3:33)
3. Seven (3:50)
4. R.E.S.T. (3:48)
5. Blank Shell (3:30)
6. At A Loss (3:29)
7. Silhouette Of A Life (4:43)
8. All White (4:30)
9. Magna-phi (3:09)
10. Fraility (3:57)
11. Wasteland (Live Acoustic) (5:07)
12. Through The Iris (Live Acoustic) (3:55)
13. Shelter (Live Acoustic) (4:03)
14. Insects (Live Acoustic) (3:48)